# Xã Dover, Quận Hot Spring, Arkansas
Xã Dover (tiếng Anh: Dover Township) là một xã thuộc quận Hot Spring, tiểu bang Arkansas, Hoa Kỳ. Năm 2010, dân số của xã này là 616 người.